# کریستن مک‌کارتی
کریستن مک‌کارتی (انگلیسی: Kristen McCarthy؛ زادهٔ ۲۸ فوریهٔ ۱۹۹۰) بازیکن بسکتبال اهل ایالات متحده آمریکا است.